# Драгутин Лесар
Драгутин Лесар (Мачковец, 4. март 1956) је хрватски политичар и синдикалиста.

## Биографија
Рођен је 4. марта 1956. године у селу Мачковец недалеко од Чаковца (СР Хрватска, СФРЈ), где је почео похађати основну школу. Године 1963. цела породица: отац Бранко, мајка Јулијана и сестре Бранка и Гордана, сели у недалеки Шенковец где је и завршио основну школу. Након основне школе због финансијских разлога није могао наставити школовање у Загребу како је желео па је уписао трговачку школу. Отац му је 1972. године погинуо несрећним случајем на раду па је школовање наставио да финансира својом ученичком наградом.
Након завршетка средње школе пар месеци рада је радио у робној кући аутоматеријала након чега одлази у југославенску војску. По изласку из војске 1976. године проналази привремени посао у продавници ципела Шимецки у Чаковцу а након пар месеци запошљава се у Љеваоници Чаковец. Уз рад у Љеваоници школовао за организатора продаје.
На годину дана напустио је Љеваоницу и радио је као комерцијални директор у Горење Мурал у Мурском Средишћу. После се вратио у Љеваоницу на послове набавке и формирао је комерцијалну службу.

### Синдикална каријера
Синдикалним активностима почиео се бавити 1978. године као синдикални повереник, а 1980. године изабран је за секретара тадашњег Општинског већа синдиката у Чаковцу. Због неспоразума са челницима Савез комуниста на неколико година напустио је рад у синдикату. Врато се 1985. године.
У то време у Чаковцу је постојао синдикат радника запослених у приватном сектору и стамбени фондом за те раднике. Основна делатност била је прикупљање доприноса и расподела кредита за финансирање стамбене изградње искључиво за раднике запослене у приватном сектору. Та синдикална организација и сам стамбени фонд биле су јединствене организације такве врсте у Југославији. На основу јавног конкурса изабран је за секретара тог синдиката и фонда.
На властиту иницијативу 7. априла 1990. године са групом људи запослених код предузетника из Чаковца, Пуле, Ријеке, Нове Градишке, Сплита и Дубровника оснивамо Синдикат радника запослених у приватном сектору Хрватске, данашњи Хрватски синдикат неиндустријских радника и приватних намештеника.
Крајем осамдесетих година у СР Хрватској почиње политичко превирање у склопу којег се и најављује реформа тадашњег синдикалног покрета у Хрватској. Покушај реформисања Савеза синдиката Хрватске пропао је на Конгресу у мају 1990. године јер је за председника изабран је Јозо Клисовић представник старих партијских синдикалаца. Крајем 1990. године заједно са Јосипом Павићем, Весном Дејановић, Иваном Милетићем и Миланом Кривокућом сменио је Клисовића преузео вођење Савеза.
У јануару 1991. године изабран сам за председника Савеза самосталних синдиката Хрватске (СССХ) на чијој функцији је остао до марта 1996. године када након оставке одлази у Синдикат запослених у пољопривредни, прехрамбеној и духанској индустрији и водопривредни Хрватске на чијем је челу тада био његов пријатељ Јосип Павић.

### Политичка каријера
У јесен 1991. године након разговора с Радимиром Чачићем, Срећком Бијелићем, Савком Дабчевић-Кучар и Драгутином Харамијом приступа Хрватској народној странци где је неколико месеци после изабран за потпредседника Странке.
На локалним изборима 1997. године носио је страначку листу ХНС-а за жупанијску скупштину Међимурске жупаније и листе за Жупанијски дом Хрватског сабора. Са освојених 14,66% гласова не успијева ући у Жупанијски дом Сабор, али са 5 освојених мандата у Жупанијској скупштини Међимурске жупаније заједно са Хрватском социјално-либералном странком и Хрватском сељачком странком с власти смењује Хрватску демократску заједницу и ствара постизборну владајућу коалицију у којој је он изабран за заменика жупана Међимурске жупаније. Током 2000. године Жупанијска скупштина прихвата његов предлог па оснива Међимурску фондацију солидарности "Катружа" и бира га за директора фондације.
На локалним изборима 2001. године поново је носилац листе ХНС-а за жупанијску скупштину на којима је освајамо 6 мандата. Након избора поново је формирамо постизборну коалицију с ХСЛС-ом и ХСС-ом и изабиран је за заменика жупана.
На парламентарним изборима 2003. године листа ХНС-а у 3. изборној јединици осваја 2 мандата те заједно с Радимиром Чачићем улази у Хрватски сабор. У свом првом мандату у Сабору био је члан Одбора за Устав, Пословник и политички систем и Одбора за локалну и регионалну самоуправу те председник посланичког клуба ХНС-а. На локалним изборима у мају 2005. године носио је листу ХНС-а у Шенковецу и са 25% гласова осваја 4 од 13 мандата у општинској скупштини.
На парламентарним изборима 2007. године по други пут је изабран за посланика Хрватског сабора на листи ХНС-а. У овом мандату био је члан Националног савета за праћење спровођења Стратегије сузбијања корупције. У априлу 2008. године након сукоба с новоизабраним председником ХНС-а Радимиром Чачићем, напушта странку и мандат у Сабору наставља обављати као независни посланик.
Крајем 2009. године с групом истомишљеника започиње припреме за оснивање нове политичке странке, Хрватских лабуриста - Странке рада. На Оснивачком сабору Хрватских лабуриста 27. фебруара 2010. године изабран је за првог председника Странке. У Хрватском сабору престаје бити независни посланик 12. априла 2010. године када званично постаје посланик Хрватских лабуриста без изворног мандата. На првом Сабору Хрватских лабуриста 1. маја 2011. године у Загребу изабран је за председника странке у четверогодишњем мандату.
На парламентарним изборима 2011. године по трећи пут изабран је у Сабор а његова Странка освајаја је 6 посланичких мандата. У Хрватскоме сабору поред тога што је председник посланичког клуба ХЛ-а члан је и Одбора за устав, пословник и политички систем, Одбора за међупарламентарну сарадњу, Делегације Хрватскога сабора у Парламентарној димензији Централноевропске иницијативе и Националног савета за спровођење стратегије сузбијања корупције.

### Приватно
У мају 1977. године оженио се Аницом, а исте године добио је и прво дете, сина Игора. Године 1984. родила се кћерка Маја. Маја Лесар је у марту 2011. године организовала први протест у Међимурју против Владе Јадранке Косор.
Био је члан надзорног одбора Међимурје градитељство од 2000. до 2003. године. У Међимурским водама био је од 1999—2003 члан надзорног одбора, а од 2003—2004 био је председник надзорног одбора.